# Епархия Пармы (грекокатолическая)
Епархия Пармы (лат. Pittsburgensis ritus byzantini) — епархия Русинской грекокатолической церкви с центром в городе Парма, США. Епархия Пармы входит в митрополию Питтсбурга Русинской грекокатолической церкви.

## История
21 февраля 1969 года Святой Престол учредил епархию Пармы, выделив её из архиепархии Питтсбурга. 3 декабря 1981 года епархия Пармы передала часть своей территории новой епархии Пресвятой Девы Марии Защитницы в Финиксе.

## Ординарии епархии
- епископ Эмил Иоанн Михалик (22 марта 1969 — 27 января 1984);
- епископ Андрей Патаки (19 июня 1984 — 6 ноября 1995);
- епископ Василий Мирон Шотт (3 февраля 1996 — 3 мая 2002), назначен архиепископом Питтсбурга;
- епископ Иоанн Михаил Кудрик (с 3 мая 2002 — по 7 мая 2016);
  - епископ William Charles Skurla (7.05.2016 — 24.06.2017), апостольский администратор;
  - епископ Милан Лах S.J., с 24.06.2017 — апостольский администратор[1].

## Источник
- Annuario Pontificio, Libreria Editrice Vaticana, Città del Vaticano, 2003, ISBN 88-209-7422-3
- Magocsi, Paul Robert and Ivan Pop (2005). Encyclopedia of Rusyn History and Culture. Toronto: University of Toronto Press. ISBN 0-8020-3566-3.